# بونیل
بونیل (به اسپانیایی: Buniel) یک شهرستان در اسپانیا است.
برپایه ی سر شماری سال ۲۰۰۴ جمعبت این شهرستان ۲۳۱ نفر برآورد شده است.